# Галуазит

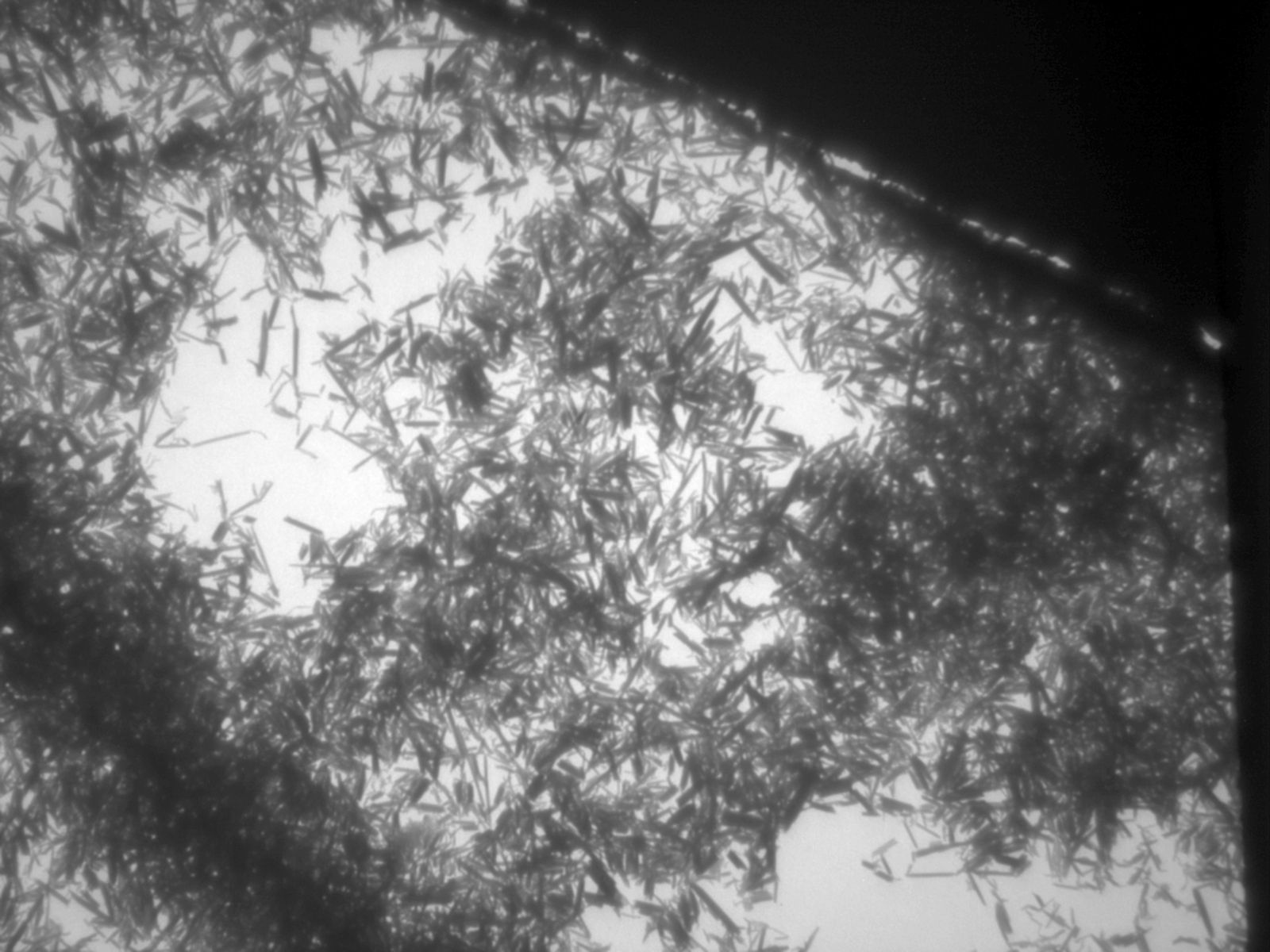
Нанотрубки галуазиту

Галуазит — мінерал, шаруватий силікат.

## Історія
Вперше Галуазит був виявлений біля Англера / Льєжа в Бельгії і описаний у 1826 р. французьким геологом П’єром Бертьє, який назвав мінерал на честь бельгійського геолога Жана Батиста Жюльєна д’Омаліуса д’Аллуа (1707–1789).

## Загальний опис
Хімічна формула: Al4(OH)8[Si4O10] x n H2O де n<4. При n = 4 — гідрогалуазит. При n = 0 — метагалуазит.
Сингонія моноклінна.
Твердість 1-2,5.
Густина 2-2,6.
Колір білий, сірий, голубуватий, іноді з жовтуватим, бурим та іншими відтінками.
Блиск матовий.
У воді розмокає, утворюючи суспензію і пластичну масу. Складова частина деяких глин. Використовується як керамічна сировина.
Мінеральна група: каолініт-серпантинова група; у європейській літературі називається енделітом.
Продукт гідротермічної зміни або поверхневого вивітрювання алюмосилікатних мінералів, таких як польові шпати.
Асоціює з каолінітом, алофаном, алунітом.
Поширений мінерал. Зокрема, у Бельгії, Португалії, Німеччині (Баварія),США (Колорадо, Індіана, Кентуккі, Північна Кароліна, Арізона та ін.). В Україні є в Криворізькому залізорудному басейні.

## Розрізняють
- галуазит-ґарнієрит (криптокристалічна суміш галуазиту з ґарнієритом);
- галуазит мідистий (відміна галуазиту з Дашкесанського родовища, яка містить 2,74-26,18 % CuO);
- галуазит нікелистий (відміна галуазиту, яка містить до 2,5 % NiO);
- галуазит хромистий (світло-блакитна відміна галуазиту, яка містить до 0,6 % Cr2O3).